# Lule-Vilela-Sprachen
Die Lule-Vilela-Sprachen sind eine indigene Sprachfamilie Südamerikas, die in der Provinz Chaco im Norden Argentiniens beheimatet ist. Die beiden Sprachen Lule und Vilela (ISO 639-3: vil), nach denen die Sprachfamilie benannt ist, sind die beiden letzten Relikte der ehemals im nördlichen Argentinien verbreiteten Sprachfamilien.